# المكتبة الرقمية للعطاء الاجتماعي في المجتمعات الإسلامية
المكتبة الرقمية للعطاء الاجتماعي في المجتمعات الإسلامية تسعى المكتبة الرقمية للعطاء الاجتماعي في المجتمعات الإسلامية لإتاحة المخزون المعرفي العالمي المتعلق بالعطاء الاجتماعي بكافة أشكاله، ويشمل ذلك الوثائق الأصلية والتقارير ورسوم الجرافيك والتسجيلات الوقفية والتحليلات العلمية في الدول ذات الأغلبية المسلمة والمجتمعات الإسلامية حول العالم.
تقوم المكتبة بتغطية الفترة الممتدة بين 1900 وحتى الوقت الراهن، وتحمل بين طياتها اسهامات قيمة للعطاء الاجتماعي العالمي المعاصر من الدول ذات الأغلبية المسلمة، وتتسم المكتبة بتفهم للعوامل الثقافية والاجتماعية والسياسية المختلفة التي يمكن أن تؤثر على ممارسة العطاء الاجتماعي في المجتمعات الإسلامية حول العالم.
وهو مشروع مشترك بين الجامعة الأمريكية بالقاهرة (مركز جون جرهارت للعطاء الاجتماعي والمشاركة المدنية ومركز التميز حول الثقافات العربية والشرق أوسطية، مكتبة الجامعة الأمريكية بالقاهرة) ومركز العطاء الاجتماعي، جامعة إنديانا، الولايات المتحدة الأمريكية.
وقد تفضل المركز الدولي للبحوث التنموية بكندا بتقديم التمويل اللازم للبدء في إنشاء المكتبة بالقاهرة.

## الرسالة
أتاحة مصدر عالمي للمعلومات ومكتبة افتراضية تغطي مجموعة من ممارسات العطاء الاجتماعي في الدول ذات الأغلبية المسلمة والمجتمعات الإسلامية في العالم.

## الرؤية
ترسيخ علم وممارسات العطاء الاجتماعي الإسلامي كجزء لا يتجزأ من نطاق العطاء الاجتماعي العالمي المعاصر.

## الجمهور المستهدف
- أعضاء هيئة التدريس والعاملين بها[2]
- الباحثين[2]
- العاملين في مجال العطاء الاجتماعي[2]
- المشتغلين بالمنظمات الغير هادفة للربح ومؤسسات العطاء الاجتماعي[2]
- صانعي القرار السياسي[2]
- الإعلام[2]

## المجموعة الرقمية
تسعى المكتبة الرقمية للعطاء الاجتماعي في المجتمعات الإسلامية إلى التعاون مع المكتبات والجامعات والمراكز البحثية من أجل تبادل المعلومات والوثائق واتاحة روابط إلى المواقع الإلكترونية الخاصة بمجموعات رقمية أخرى عن العطاء الاجتماعي الإسلامي.

### اللغات
اللغة الإنجليزية والعربية وسيتم ضم اللغات الفارسية والفرنسية والتركية في المرحلة الثانية من المشروع.

### أنواع الوثائق
الوثائق الأصلية والتقارير ورسوم الجرافيك والتسجيلات الوقفية والتحليلات العلمية بالإضافة لأية وثائق أو مواد أخرى ذات صلة بالعطاء الاجتماعي الإسلامي.

### النطاق الجغرافي
الدول ذات الأغلبية المسلمة والمجتمعات الإسلامية حول العالم.

### النطاق الزمني
1900 حتى الوقت الراهن.

## الشركاء في المشروع

### مركز جون جرهارت للعطاء الاجتماعي والمشاركة المدنية
يسعى مركز جرهارت لدعم المشاركة المدنية وتنشيط العطاء الاجتماعي في المنطقة العربية، وذلك من خلال العمل كمصدر للمعلومات، وأداة لعقد الشراكات، وعنصر محفز للابتكار والمشاركة المجتمعية والمواطنة والمسؤولية الاجتماعية.
وقد سمي المركز بهذا الاسم تكريما لذكرى الرئيس السابق للجامعة الأميركية بالقاهرة، والذي تعد جهوده في أفريقيا نموذجا للخدمة العامة والمسؤولية المدنية. وينعكس تراثه في أعمال المركز الجارية.

### مركز التميز للشرق الأوسط والثقافة العربية بمكتبة الكتب النادرة
يهدف هذا المركز الكائن بمكتبة الجامعة الأمريكية بالقاهرة إلى الحث على والارتقاء بدراسة الشرق الأوسط وتاريخ وثقافة وتراث الوطن العربي في عديد من الأقسام الأكاديمية. وإضافة إلى ذلك، يسعى المركز إلى تسهيل تبادل المعلومات عن هذة الموضوعات في الجامعة الأمريكية بالقاهرة وبداخل وخارج مصر والمجتمعات العربية.

### مركز العطاء الاجتماعي، جامعة إنديانا
إن مركز العطاء الاجتماعي بجامعة إنديانا هو مركز أكاديمي بارز يهدف إلى تعزيز معرفة العطاء الاجتماعي وتحسين ممارساته من خلال الأبحاث والتدريس والخدمة الاجتماعية والشؤون العامة. لقد تم إنشاء هذا المركز في سنة 1987 وهو جزء من كلية العلوم الإنسانية بجامعة إنديانا-برديو بإنديانابولس.
تسعى المكتبة الرقمية للعطاء الاجتماعي في المجتمعات الإسلامية إلى تجميع اسهامات من منظمات ومؤسسات للعطاء الاجتماعي في العالم.

## وصلات خارجية
- المكتبة الرقمية للعطاء الاجتماعي في المجتمعات الإسلامية - الموقع الرسمي
- المجموعة الرقمية
- مركز جون جرهارت للعطاء الاجتماعي والمشاركة المدنية
- مركز التميز للشرق الأوسط والثقافة العربية بمكتبة الكتب النادرة
- مركز العطاء الاجتماعي، جامعة إنديانا